# Основно училище „Св. св. Кирил и Методий“ (Липница)
Основно училище „Св. св. Кирил и Методий“ се намира в центъра на село Липница, община Ботевград.

## История
Училището е създадено през 1863 г. Първоначално обучението на двадесетината ученици се осъществява в частна къща. Първият учител е Димитър Колев, който получава образованието си в Черепишкия манастир. След това идва даскал Григория от Лютиброд, който въвежда сричкуването като нов метод на обучение. От 1865 до 1868 г. учител е Лало Тотев от Боженица, който след това става сподвижник на Васил Левски. През 1867 г. броят на учениците е 50. Учител след това е Илия Ценов от Плевен. От 1874 до 1881 г. учител е Петър Велчев Даковски от Липница. След него са Димитър Мирчев от Скравена и Георги Недков от Лъжене. През 1888/1889 учебна година учител е Георги Попдимитров от Скравена. По това време се построява общинско училище с шест класни стаи, учителска стая и библиотека.
След Първата световна война се откриват още три начални училища в махалите Еловдол, Раждавец и Ломето. От 1895 г. училището разполага със собствена гора с площ 1500 декара, която е отнета след национализацията. През 1935 г. в училището се създава сдружение на Младежкия Червен кръст, а през 1937 г. и ученическа кооперация „Надежда“. През 1929 г. учителите са инициатори за създаване на местното читалище „Слънце“. След 1944 г. се открива общежитие към училището за учениците от по-далечните махали.
На 20 октомври 1962 г. е открита новата сграда на училището, която заменя съборената през 1961 г. стара сграда. През 1968 г., поради намалелият брой деца, се взема решение учениците от Липница да учат в общинския център Новачене. От 1970 до 1979 г. училището е база-интернат на Димитровски район в София за настаняване и обучение на деца от ромски произход и от социално-слаби семейства. След закриването на община Новачене селото преминава към община Ботевград, а училището става общинско. На 24 май 2003 г. училището е удостоено с почетен медал от община Ботевград.